# من‌هانتر (کیت اسپنسر)
من‌هانتر (به انگلیسی: Manhunter) با نام اصلی کاترین «کیت» اسپنسر، یک شخصیت خیالی ابرقهرمان در کتاب‌های کامیک آمریکایی منتشر شده توسط دی‌سی کامیکس است. او برای اولین بار در شمارهٔ ۱ من‌هانتر (نسخه ۳) در اکتبر ۲۰۰۴ حضور پیدا کرد. او هشتمین شخصیت دی‌سی کامیکس، و نخستین زنی به شمارمی‌رود که از عنوان من‌هانتر استفاده می‌کند.
کیت اسپنسر در حال حاضر یک وکیل است و سابقاً بازپرس بخش قضایی منطقه‌ای بود. او هویت من‌هانتر را از آن خود کرد تا به اصلاح خطاهای نظام قضایی بپردازد. برای رسیدن به این هدف، اسپنسر اغلب با باربارا گوردون در پرندگان شکاری همکاری می‌کرد. کیت بازپرس بخش قضایی منطقه‌ای در گاتهام سیتی شد، اما هنگامی که شخصیت بدذات کاپرهد فرار کرد، کیت با دزدیدن تجهیزات از اتاق شواهد تبدیل به ابرقهرمانی به نام من‌هانتر گشت.